# Hotel și casino „Minerva”
Hotel și casino „Minerva” este un monument istoric aflat pe teritoriul municipiului Craiova.

## Galerie

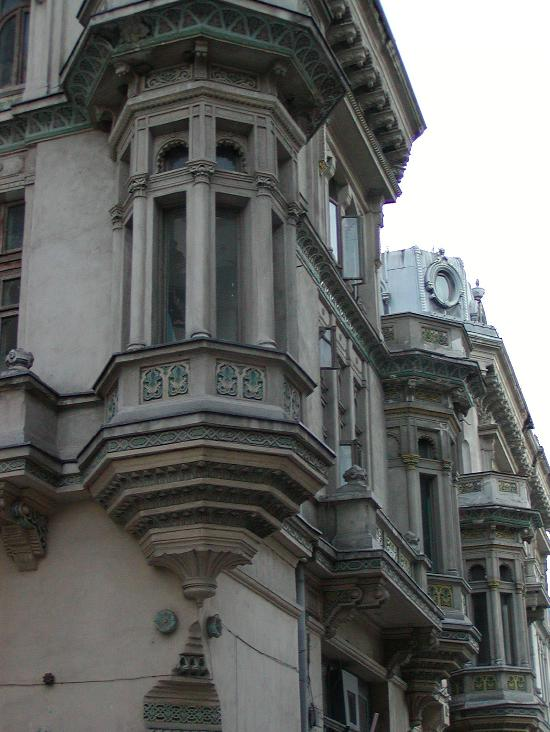
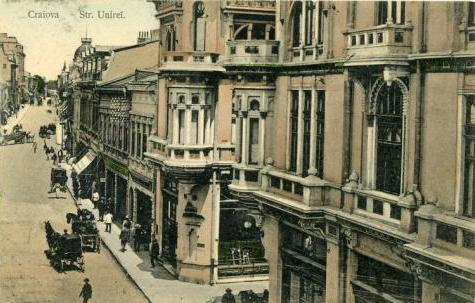
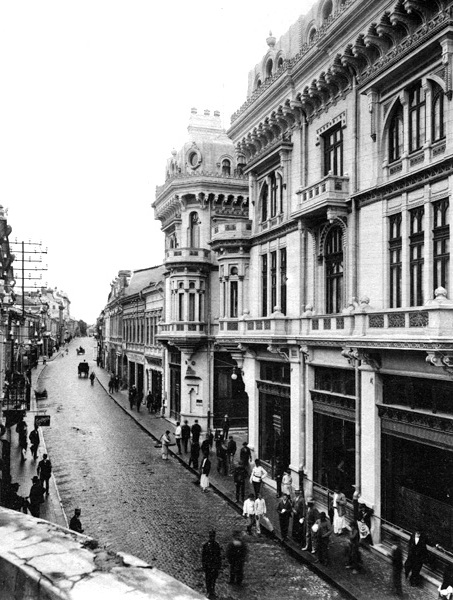
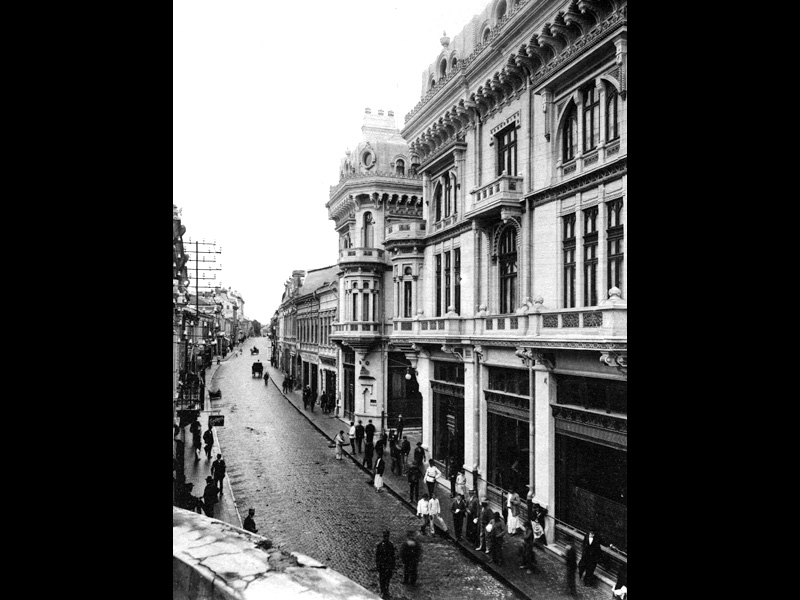